# Новорусский, Михаил Васильевич
Михаил Васильевич Новорусский (1861—1925) — российский революционер, участник покушения на Александра III, впоследствии — русский писатель и просветитель.

## Биография
Родился в 1861 году в селе Новая Русса Демянского уезда Новгородской губернии. Его отец Василий Федорович Новорусский (1829 — не ранее 1898) служил пономарем, а позже дьячком местной церкви, мать — Ирина Стефановна Новорусская (в девичестве Георгиевская) (1831 — не ранее 1895) была дочерью пономаря церкви соседнего села — Молвотицы. Семья была большая (до взрослого возраста дожили 5 братьев Михаила и сестра), поэтому жила небогато.
В десятилетнем возрасте Михаил, как и ранее его старшие братья Алексей и Василий, был отправлен на обучение в духовное училище в Старую Руссу. По окончании 4-летнего курса в училище в 1876 году он вслед за старшими братьями был отправлен в Новгород в духовную Семинарию, где прошел 6-летний курс.
По окончании семинарии в 1882 году в качестве примерного и преуспевающего был командирован в Петербургскую духовную академию на казенный счет.
Там, по его собственным словам, живя в общежитии, он в 1885 году впервые познакомился с нелегальной литературой, немногие экземпляры которой хранились у него для надобности небольшой группы студентов сочувствующих.
В конце того же года он стал кассиром студенческого землячества новгородской губернии, которое объединяло студентов всех высших учебных заведений из этой губернии, и в котором сгруппировались все радикально мыслящие, где бы они ни учились.
В 1886 году организовался Союз студенческих землячеств разных губерний. В него входили не только студенты, но и другие лица, которые имели знакомства в студенческой среде.
В 1886 году Михаил окончил курс академии 3-м по списку, и в качестве преуспевающего студента с примерным поведением был оставлен для подготовки к профессорскому званию профессорским стипендиатом. Обыкновенно оставляли при академии профессорскими стипендиатами двух лиц, но в тот год, по настоянию одного из профессоров, присоединили к ним еще и Новорусского. Предусматривалась кафедра либо психологии, либо педагогики.
Первым научным трудом Новорусского М. В. была кандидатская диссертация на тему: «Основы нравственности в эмпирической философии».
Все пять братьев Михаила — Василий (1857—1934), Алексей (1858—1922), Петр (1867—1937), Дмитрий (1872 — не ранее 1916) и Владимир (1876—1910) стали священниками, а первые два дослужились до сана протоиерея, и Михаил мог построить «карьеру» в духовном ведомстве. Но судьба его сложилась иначе — он принял участие в деятельности террористической фракции «Народной воли», готовившей покушение на Александра III.
По окончании академии Михаил жил в своей квартире, где иногда собирались делегаты Общестуденческого Союза. Там он получил предложение разрешить А. И. Ульянову приготовить недостающие 3 ф. динамита. С Ульяновым он уже был хорошо знаком по Союзу, и бывал на собраниях, состоявшихся на его квартире.
Михаил Новорусский был арестован через два дня после покушения, состоявшегося 1 (13) марта 1887. Был приговорён к смертной казни, заменённой пожизненным одиночным заключением в Шлиссельбургской крепости с мая 1887 года.
После освобождения из Шлиссельбурга 29-го октября 1906 года, он просидел в Петропавловке до 22-го ноября, когда был препровожден в покои митрополита Антония, по ходатайству последнего, а оттуда на 3-й день в Выборг — к архиепископу Сергию. У него прожил в отдельной даче с перерывами около 5-ти месяцев, а всего в Выборге оставался до 4 апреля 1907 года.
Переехав из Выборга в Петербург по специальному на то разрешению Михаил Васильевич Новорусский поселился на курсах П. Ф. Лесгафта (тогда « Высшая Вольная школа Лесгафта»), с которым предварительно договорился об этом. Здесь сначала заведовал хозяйственной частью, а затем Химической лабораторией в качестве лаборанта, и оставался до мая 1909 года. После женитьбы 20 мая 1909 г. на студентке упомянутой школы Пелагее Матвеевне (1885—1942) поселился в своей квартире и одновременно стал заведовать Подвижным музеем Русского технического общества с официальным званием секретаря Совета.
В течение этого времени он читал бесплатные лекции по разным вопросам естествознания в народных аудиториях, где можно было это делать без разрешения, и занимался литературными работами.
Заведование музеем продолжал до 1917 года, когда был назначен (июль) Директором Сельскохозяйственного музея и соединённого с ним Музея живой природы, располагавшихся в «Соляном городке». Но ещё ранее, тотчас после организации Военно-промышленного комитета в 1915 году, одновременно исполнял в нем обязанности секретаря.
Был постоянным сотрудником Народного Дома графини Паниной. Здесь участвовал в коллективном составлении сборника «Народный дом» (1907 год) и поместил в нем статьи о Музее и о кинематографе.
Здесь же постоянно работал в организации местных выставок.
Сотрудничал в мастерской Учебно-Наглядных пособий, а когда она выделилась от Подвижного музея и организовалась под видом торгового товарищества, был выбран членом Правления.
Был председателем Экскурсионной комиссии Санкт-Петербургского общества народных университетов.
13 (26) февраля 1918 года у Михаила Новорусского и его жены родился сын, получивший имя — Михаил.
После Октябрьской революции возглавлял Ленинградское отделение Политического Красного Креста. Скончался от кровоизлияния в мозг 21 сентября 1925 г. Похоронен на Литераторских мостках.
Пелагея Матвеевна Новорусская и Михаил Михайлович Новорусский умерли во время блокады г. Ленинграда в 1942 году.

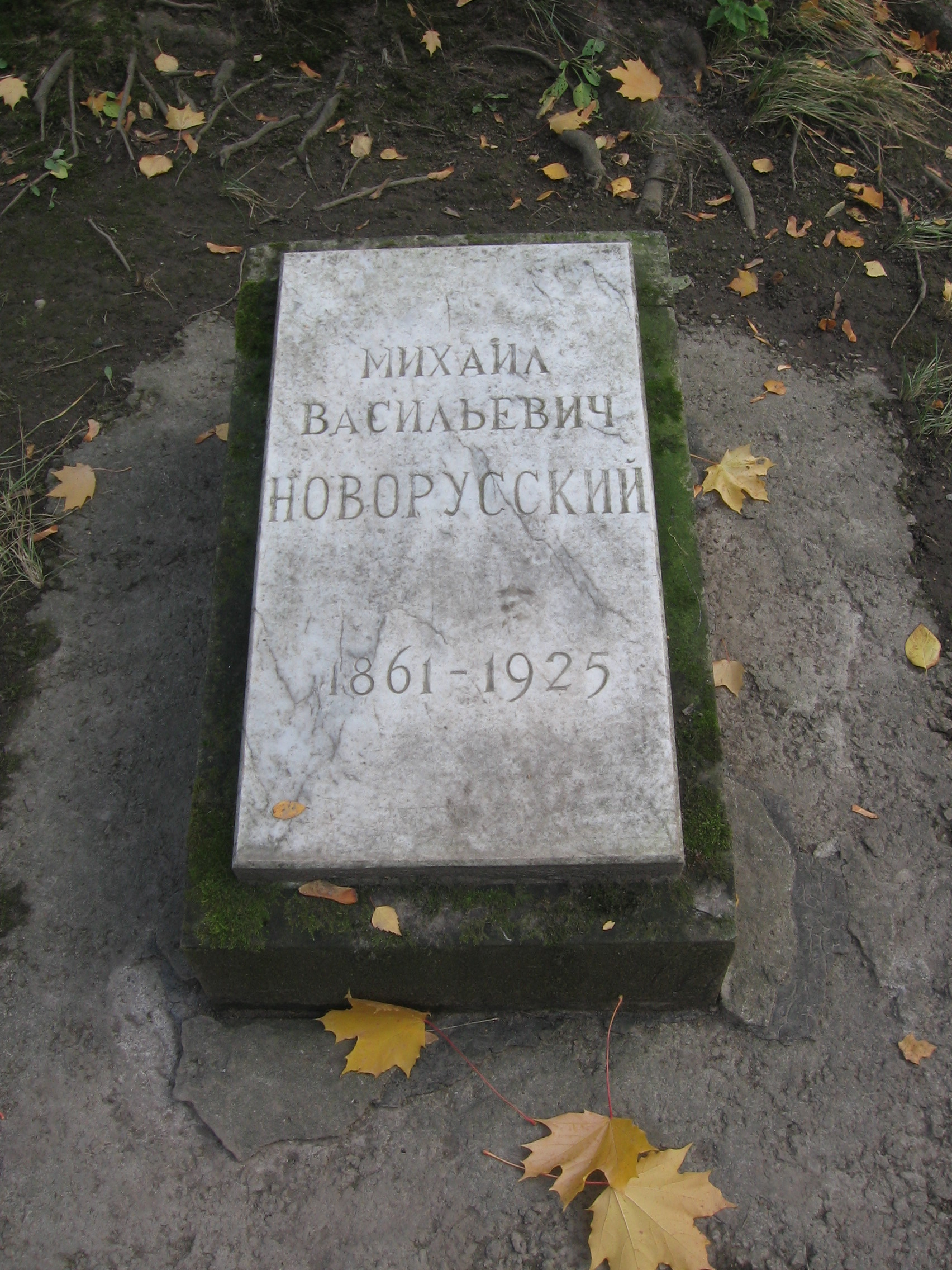
Надгробие М. В. Новорусского на Литераторских мостках

## Литературная деятельность
После освобождения в Выборге писал воспоминания о жизни в Шлиссельбурге, которые печатались в журналах «Былое», начиная с апреля 1906 года, в течение почти года, и «Минувшие годы» (1907 год). Отдельной книжкой эти воспоминания сначала вышли в Гельсингфорсе (1907 год) на шведском языке под заглавием «S den Rusko Bastilien», а потом в Берлине (1908 год) на немецком языке под заглавием «18 ½ Jahre hinter russichen RerKormanern» (Achtzehneinhalb Jahre hinter russischen Kerkermauern: Schlüsselburger Aufzeichnungen by Michail Wassiliewitsch Noworusski, в 1911 вышла под названием «Memoiren eines Idealisten»). Оба издания были запрещены в России и, таким образом, русское не могло появиться в свет до 1920 года, когда оно было издано Государственным издательством под названием «Записки Шлиссельбуржца». В 1933 году вышло наиболее полное издание «Записок Шлиссельбуржца» в издательстве всесоюзного общества политкаторжан и ссыльно-поселенцев.
Вернувшись из Выборга в Петербург занимался литературными работами:
1. Сотрудничал в «Задушевном слове» (изд. Вольфа) и написал текст к двум иллюстрированным красочным изданиям Вольфа под заглавием: а) «Уголки живой природы», б) «Большая книга картин».
2. Издал сам книжку под заглавием «Земля и её жизнь» (1907). К 1913 году издание разошлось, и было выпущено в исправленном виде Сытиным. Напечатано 3-м изданием в Госиздате.
3. Издал сам книгу «Грибное царство» (1908). В 1913 году переиздал её вторым изданием в исправленном виде. В 1919 году вышло 3-е.
4. Написал книгу «Основы современного мировоззрения» и после долгих проволочек издал её сам в 1910 году.
5. Осенью 1908 года вошел в состав редакции журнала «Образование» (изд. Карышева), где вел Внутреннее Обозрение (до мая 1909 года) и поместил две популярных естественнонаучных статьи.
Приобрел известность также периодическими заметками по разным вопросам науки и техники, которые печатались в 1910—1915 годы в газете «Речь» и в её годичных сборниках.
Сотрудничал также в газете «Современное слово» и «День», а затем ещё в следующих периодических изданиях:
— «Север»;
— «Природа и люди» (1915 г.);
— «Родник», «Солнышко», «Тропинка» (детские, 1914—1915 годы);
— «Школа для всех» (1914 г.);
— «Голос жизни» (1915 г.);
— «Новый журнал для всех» (1912 г.);
— «Жизнь для всех» (1913—1915 годы);
— «Заветы» (1913—1914 годы);
— «Современный мир»;
— «Русская школа» (1913—1916 годы);
— «Свободное воспитание» (1911—1912 годы);
— «Вестник технического и коммерческого образования».
Из других литературных работ можно назвать:
1. Научно-фантастическую повесть для детей «Приключение мальчика меньше пальчика» (1911), знакомящую юного читателя с жизнью насекомых. В 1920 вышло второе издание.
2. «Что делать народному учителю. Руководство к оборудованию своей школы». Печаталась приложением к «Русской Школе» в 1912 году и вышла тогда же отдельной книжкой. Переиздана автором с дополнениями в 1916 году и снова издана в 1919 году Комиссариатом народного просвещения.
3. В периодическом издании Сойкина «Знание для всех» опубликовал две брошюры с иллюстрациями: «Жизнь почвы» (1916) и «Незримая жизнь почвы» (1917). Напечатано в Ленгизе второе издание.
4. В кооперативном издательстве «Кооперация» — «Как я высидел цыплят».
5. Напечатана в государственном издательстве брошюра «О сахаре».
6. В сельскохозяйственной энциклопедии Девриена поместили более 25 статей.
Последний крупной литературной работой М. В. Новорусского стала книга «Тюремные робинзоны» — вариант «Записок Шлиссельбуржца» для подростков.
Кроме того, помог племяннику — Николаю Васильевичу Новорусскому (1885—1942) издать книгу «Переплет книг и картонажные работы. Руководство для занятий в школе, клубе и дома» (Л. Изд-во книжного сектора ГУБОНО, 150с. с илл.), осуществив её редактирование и написав предисловие.

## Сочинения
- Новорусский М.В. Земля и её жизнь. — 1-е. — СПб., 1907.
- Novorusskii M. V. 8 1/2 Jahre hinter russischen Kerkermauern. — Berlin: B. Behrs, 1908.
- Новорусский М.В. Большая книга картин из мира животных. — Спб. - М.: Т-ва М.О. Вольфъ, 1908.
- Новорусский М.В. Под ясным небом. Уголки живой природы. — Спб. - М.: Т-ва М.О. Вольфъ, 1908.
- Новорусский М.В. Грибное царство. Всем доступный рассказ о грибах и их жизни. — 1-е. — СПб., 1909.
- Новорусский М.В. Основы современного мировоззрения. — СПб., 1910.
- Новорусский М.В. Приключение мальчика меньше пальчика. — 1-е. — СПб.: Жизнь и знание, 1911.
- Новорусский М.В. Устройство и оборудование школы. — СПб., 1912.
- Новорусский М.В. Что делать народному учителю. Руководство к оборудованию своей школы. — 1-е. — СПб., 1913.
- Новорусский М.В. Грибное царство. Всем доступный рассказ о грибах и их жизни. — 2-е. — СПб., 1913.
- Новорусский М.В. Земля и её жизнь. — 2-е. — СПб.: Издательство Сытина, 1913.
- Новорусский М.В. Что делать народному учителю. Руководство к оборудованию своей школы. — 2-е. — Петроград, 1916.
- Новорусский М.В. Знание для всех: Жизнь почвы. — 1-е. — Петроград: Издательство П.П. Сойкина, 1916.
- Новорусский М.В. Знание для всех: Незримая жизнь почвы. — Петроград: Издательство П.П. Сойкина, 1917.
- Новорусский М.В. Что  делать народному учителю. Руководство к оборудованию своей школы. — 3-е. — Петроград: Комиссариат народного просвещения, 1919.
- Новорусский М.В. Приключения Мальчика меньше пальчика: Из жизни насекомых. — 2-е. — Петроград: Петрогр. Совет раб. и крестьянских депутатов, 1919. — 67 с.
- Новорусский М.В. Грибное царство. Всем доступный рассказ о грибах и их жизни. — 3-е. — Петроград, 1919.
- Новорусский М.В. Как произошли наши животные. Беседа в школе грамоты. — Пб.: Государственное издательство, 1920.
- Новорусский М.В. Записки шлиссельбуржца. 1887—1905. — Петроград, 1920. — (Историко-революционная библиотека).
- Новорусский М.В. Как я высидел цыплят. — Петроград: Издательский Кооперативный Союз "Кооперация", 1920. — 87 с.
- Новорусский М.В. В яйце наше довольствие. — Пб.: Центральное кооперативное издательство "Мысль", 1920.
- Новорусский М.В. Земля и её жизнь. Всем доступное изложение науки о земле. — 3-е. — Пб.: Государственное издательство, 1920.
- Новорусский М.В. Жизнь почвы. — 2-е. — Пб.: Государственное издательство, 1920.
- Новорусский М.В. О сахаре. Чем заменить его. — Пб.: Государственное издательство, 1922.
- Новорусский М.В. Почва. — Петроград: Центральное кооперативное издательство "Мысль", 1922.
- Новорусский М.В. История снежинки. Из жизни зимней природы. — М. - Пг.: Государственное издательство, 1923.
- Новорусский М.В. Путеводитель по Шлиссельбургу. — М. - Пг.: Государственное издательство, 1923.
- Новорусский М.В. Известь. — М. - Пг.: Государственное издательство, 1924.
- Новорусский М.В. Тюремные робинзоны. — 1-е. — 1924.
- Новорусский М.В. Экскурсия в сельское хозяйство. — Л.: Издательство книжного сектора ГУБОНО, 1925.
- Новорусский М.В. Тюремные робинзоны. — 2-е. — М. - Л.: Государственное издательство, 1928.
- Новорусский М.В. Записки Шлиссельбуржца 1887 - 1905. — 2-е. — М.: Издательство всесоюзного общества политкаторжан и ссыльно-поселенцев, 1933.